# St. Charles Village (Chaguanas)
St. Charles Village es una villa de Trinidad y Tobago, que forma parte del borough de Chaguanas.

## Geografía
La villa abarca parte de la isla Trinidad y limita al norte con Charlieville, al sur con St. Thomas Village y Chaguanas, al este con Endeavour Village y Lange Park y al oeste con Felicity y St. Thomas Village.

## Demografía
Datos demográficos de la villa de St. Charles Village:
| Gráfica de evolución demográfica de St. Charles Village entre 2000 y 2011 |
|                                                                           |